# Jordan Mageo
Jordan Mageo, ou Jordanie Mageo, née le 6 janvier 1997 à Thousand Oaks en Californie, est une sprinteuse samoane américaine.

## Biographie
En 2012, elle est championne de ligue en saut en hauteur et vice-championne du 300 mètres haies.
Elle est diplômée de Scripps Ranch High School.
Elle participe aux Jeux olympiques d'été de 2016 à Rio de Janeiro, au Brésil, pour l'épreuve du 100 mètre femmes en un temps de 13,72 secondes et se classe 6e mais ne se qualifie pas pour la suite.